# Alberta Highway 28
Der Alberta Highway 28 beginnt in der Hauptstadt Albertas, Edmonton und endet am Cold Lake in der gleichnamigen Stadt Cold Lake. Der Highway hat eine Gesamtlänge von 277 km.
Der Highway ist dabei zwischen der Kreuzung mit dem Highway 16 und der Stadt Cold Lake (Kreuzung „10th Street“), als sogenannte Feeder Route (Zubringer- oder Verbindungsroute), Bestandteil des kanadischen National Highway System.

## Streckenverlauf
Der Highway startet im Zentrum von Edmonton am Highway 16 und führt nach Norden aus der Stadt heraus. Er überquert Highway 216, der einen Cityring um Edmonton darstellt und führt zur Canadian Forces Base Edmonton, an deren Westseite die Straße entlangführt. Die Route kreuzt Highway 37, der u. a. nach Fort Saskatchewan führt; bei Gibbons zweigt Highway 28A ab, der als Nebenroute zu Highway 28 nach Edmonton führt. Bei Redwater beginnt am Highway 28 der nach Osten führende Highway 38. Vor Radway zweigt nach Norden hin Highway 63 ab, der in die Ölabbaugebiete im Norden Albertas führt. Östlich von Smoky Lake trifft von Lac La Biche kommend Highway 36 auf Highway 28 und führt gemeinsam bis Ashmont, wo er dann in südlicher Richtung nach Two Hills abzweigt. Von Süden her kommend trifft dann Highway 41 auf die Strecke und verläuft gemeinsam bis Bonnyville. Die Route führt weiter ostwärts, südlich von Cold Lake South trifft der aus Saskatchewan kommende Highway 55 auf Highway 28 und verkehrt gemeinsam nordwärts. Westlich der Strecke liegt die Canadian Forces Base Cold Lake. An der Stadtgrenze zu Cold Lake zweigt wieder Highway 55 in westlicher Richtung ab, Highway 28 führt durch die Stadt und endete am Ufer zum namensgebenden Cold Lake.